# Draba lasiocarpa
Draba lasiocarpa là một loài thực vật có hoa trong họ Cải. Loài này được Rochel mô tả khoa học đầu tiên năm 1810.